# كيغلي الخامس من رواندا
كيغلي الخامس من رواندا (ولد جان باتيست نداهيندوروا ؛ 29 يونيو 1936 - 16 أكتوبر 2016) كان آخر ملك لرواندا (Mwami) من 28 يوليو 1959 حتى إلغاء الملكية رواندا 25 سبتمبر 1961 ، قبل وقت قصير من نيل البلاد استقلالها بلجيكا.
بعد فترة نقل وجيزة بعد مغادرة رواندا ، عاش الملك الحالي في المنفى خلال الجزء الأخير من حياته في مدينة أوكتون ، فيرجينيا ، الولايات المتحدة. عُرف في المنفى لقيادته مؤسسة King Kigeli V Foundation ، وهي منظمة تعمل على تعزيز العمل الإنساني للاجئين الروانديين. كما برز لأنشطته في الحفاظ على التراث الديناميكي والثقافي لمنزله الملكي السابق ، بما في ذلك اللقب النبيل ، والنظام الأسري لسلاح الفرسان ، والأوسمة الأخرى.
Kigeli V يخلف أخيه غير الشقيق الأكبر ، موتارا الثالث من رواندا، في عام 1959 بعد وفاة الأخير في ظروف لم يتم توضيحها. يرفض إجراء الإصلاحات التي طالب بها قادة المعارضة الهوتو والتوتسي التقدمي ، ولا سيما تقاسم السلطة مع أغلبية الهوتو ، ونتيجة لذلك ، يفقد ثقة الشعب والسيطرة على المملكة. في استفزاز من قبل الشباب التوتسي ، ثار الهوتو (بدعم من بلجيكا) وأطاحوا بكيجلي الخامس في 28 يناير 1961 ، بينما كان في كينشاسا لطلب المساعدة العسكرية وطلب من الأمين العام الأمم المتحدة ، داغ همرشولد ، لرفع وصاية بلجيكا على رواندا.
سافر دوليا للتحدث باسم شعب رواندا ودعا مرارا إلى السلام والوئام بين المجموعات المختلفة. وواصل كيغلي تذكر ضحايا الإبادة الجماعية في رواندا وحاول التوفيق بين جميع الأحزاب السياسية والعرقية والدينية في رواندا لاستخدام العملية الديمقراطية لحل أي نزاع. من المعروف أن كيغلي كانت صديقة لرئيس جنوب إفريقيا السابق ، نيلسون مانديلا ، ومع رئيس وزراء جمهورية الكونغو الديمقراطية باتريس لومومبا.
توفي كيغيلي بسبب أمراض القلب عن عمر يناهز الثمانين صباح 16 أكتوبر 2016 في مستشفى في واشنطن العاصمة قال سكرتيرته الخاصة ، جاي بينينجتون ، إنه تم اختياره. وريث سيعلن عنه قريبا. كيغلي لم تتزوج قط ، في طاعة لقاعدة تحظر الملوك من الزواج وهم خارج البلاد.